# Mount Kennett
Mount Kennett ist ein 1360 m hoher, felsiger und verschneiter Berg im östlichen Grahamland auf der Antarktischen Halbinsel. An der Foyn-Küste ragt er zwischen dem Quartermain-Gletscher und dem Fricker-Gletscher auf.
Dieser Küstenabschnitt war Objekt bei der Erstellung von Luftaufnahmen während der United States Antarctic Service Expedition (1939–1941), während der Ronne Antarctic Research Expedition (1947–1948) und durch die United States Navy im Jahr 1968. Der Falkland Islands Dependencies Survey kartierte den Berg zwischen 1947 und 1948. Das UK Antarctic Place-Names Committee benannte ihn 1974 nach Peter Kennett (* 1939), Assistent des British Antarctic Survey während der Erkundung des Larsen-Schelfeises von 1963 bis 1964.